# Podłoże Middlebrooka
Podłoże Middlebrooka (7H10, 7H11) – stałe, agarowe, nieselektywne podłoże hodowlane używane do trudnej hodowli prątków. W przeciwieństwie do drugiego powszechnie stosowanego podłoża Löwensteina-Jensena jest przezroczyste, więc małe kolonie mogą być zaobserwowane wcześniej. Czas od posiewu do wykrycia drobnoustroju wynosi średnio 17 dni (na podłożu LJ około 20). Jest pożywką z wyboru podczas podejrzenia zakażenia Mycobacterium genavense.
W 1949 Dubos i Middlebrook opracowali płynne podłoże (7H9) składające się z między innymi z kwasu oleinowego oraz albumin. Podłoże 7H9 może być używane ciągle do diagnostyki plwociny. W 1958 opracowano stałe podłoże (7H10), a 10 lat później je jeszcze ulepszono (7H11).